# منصورة نامول
منصورة نامول إحدى قرى مركز طوخ التابع لمحافظة القليوبية بجمهورية مصر العربية.

## السكان
بلغ عدد سكان منصورة نامول 4,314 نسمة، حسب الإحصاء الرسمي لعام 2006.